# Democracia

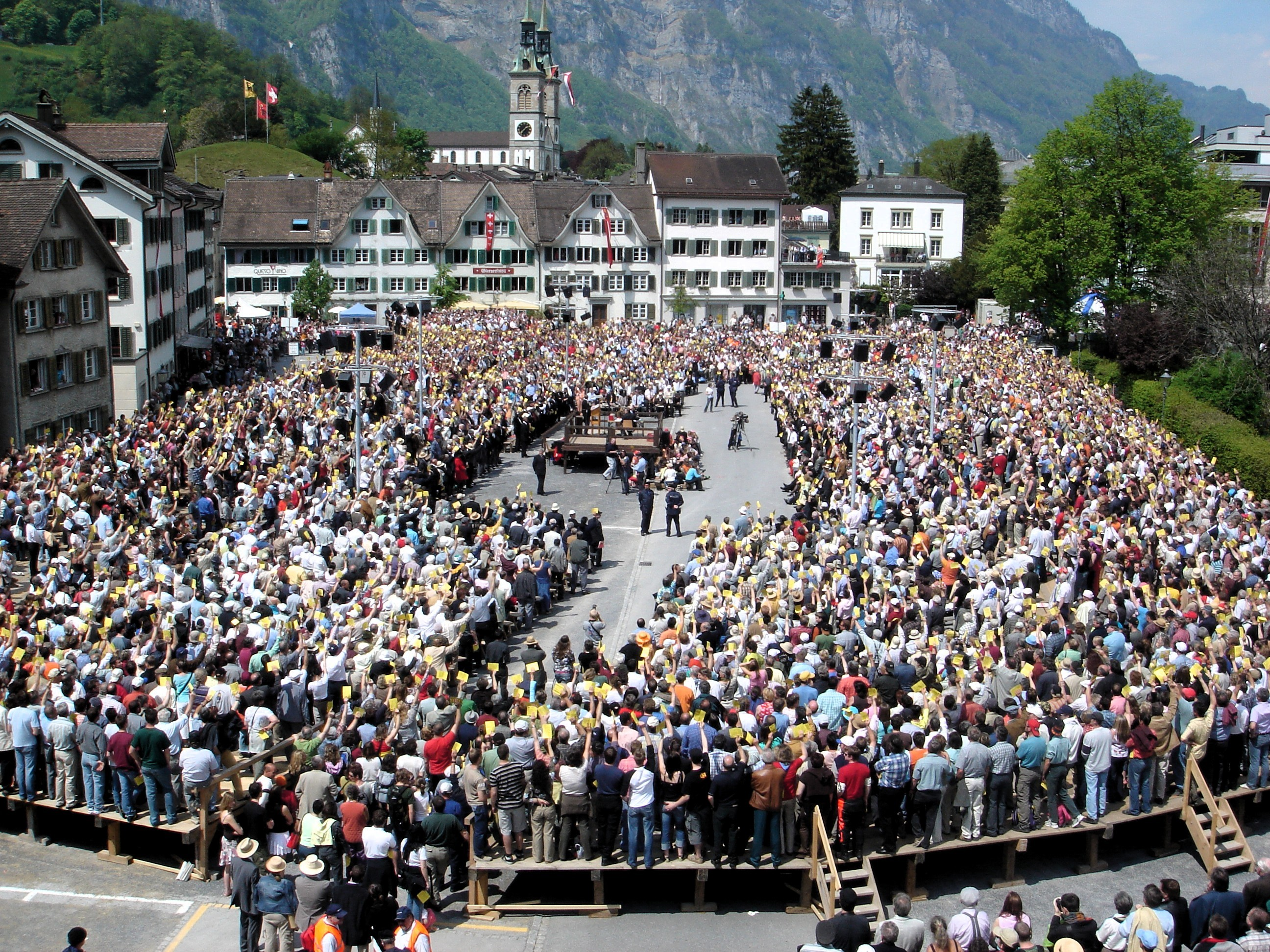
Asamblea popular en el cantón suizo de Glarus en 2006. Las asambleas en este cantón tienen por función decidir la elección del Consejo, de los tribunales y funcionarios principales, así como la revisión de la constitución, aprobación y discusión de proyectos de ley y el presupuesto, concesión de ciudadanía, creación y suspensión de cargos.

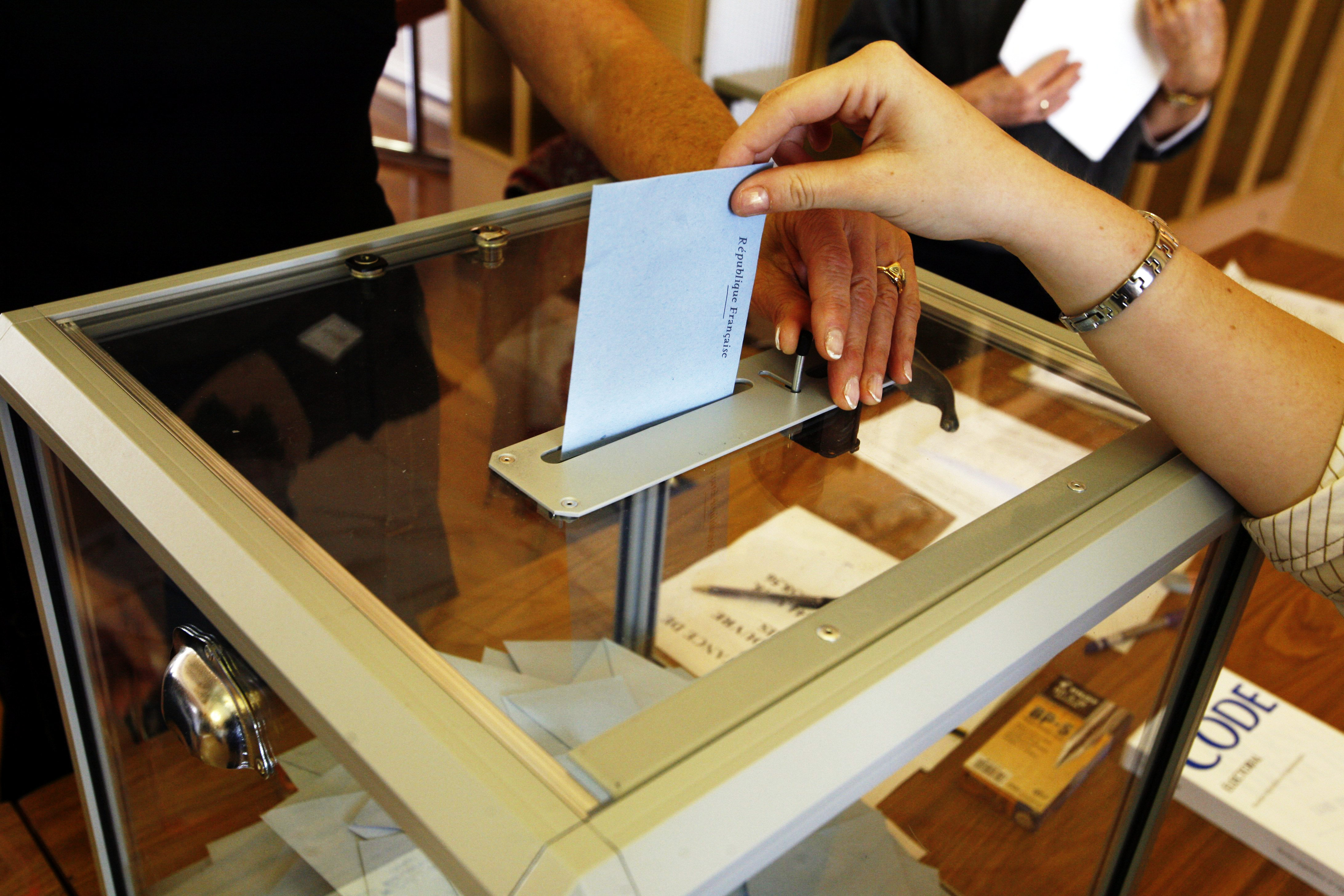
El sufragio es una parte importante del proceso democrático.

La democracia (del griego: δημοκρατία dēmokratía, dēmos, "pueblo" y kratos, "poder") es una forma de organización social y política presentada en el platonismo y aristotelismo que atribuye la titularidad del poder al conjunto de la ciudadanía. En sentido estricto, la democracia es un tipo de organización del Estado en el cual las decisiones colectivas son adoptadas por el pueblo mediante herramientas de participación directa o indirecta que confieren legitimidad a sus representantes. En sentido amplio, democracia es una forma de convivencia social en la que los miembros son libres e iguales y las relaciones sociales se establecen conforme a mecanismos contractuales.
La democracia se puede definir a partir de la clasificación de las formas de gobierno realizada por Platón, primero y Aristóteles, después, en tres tipos básicos: monarquía (gobierno de uno), aristocracia (gobierno «de los mejores» para Platón, «de los menos», para Aristóteles), democracia (gobierno «de la multitud» para Platón y «de los más», para Aristóteles).
Hay democracia indirecta o representativa cuando las decisiones políticas son adoptadas por personas reconocidas por el pueblo como sus representantes.
Hay democracia participativa cuando se aplica un modelo político que facilita a los ciudadanos su capacidad de asociarse y organizarse de tal modo que puedan ejercer una influencia directa en las decisiones públicas o cuando se facilita a la ciudadanía amplios mecanismos plebiscitarios consultivos.
Finalmente hay democracia directa cuando las decisiones son adoptadas directamente por los miembros del pueblo, mediante plebiscitos y referéndums vinculantes, elecciones primarias, facilitación de la iniciativa legislativa popular y votación popular de leyes, concepto que incluye la democracia líquida.
Estas tres formas no son excluyentes y suelen integrarse como mecanismos complementarios en algunos sistemas políticos, aunque siempre suele haber un mayor peso de una de las tres formas en un sistema político concreto.
No hay que confundir a la república con la democracia, pues aluden a principios distintos. Según James Madison, uno de los padres fundadores de los Estados Unidos: "Los dos grandes puntos de diferencia entre una democracia y una república son: primero, la delegación del gobierno, en esta última, a un pequeño número de ciudadanos elegidos por el resto; en segundo lugar, el mayor número de ciudadanos, y la mayor esfera del país, sobre el cual puede extenderse este último."

## Origen y etimología
El término democracia proviene del griego antiguo (δημοκρατία) y fue acuñado en Atenas en el siglo V a. C. a partir de los vocablos δῆμος (dḗmos, que puede traducirse como «pueblo») y -κρατία -kratía, de la raíz de κράτος (krátos, que puede traducirse como «fuerza», «dominio» o «poder»).
Sin embargo, la significación etimológica del término posiblemente sea mucho más compleja. El término «demos» parece haber sido un neologismo derivado de la fusión de las palabras demiurgos (demiurgi) y geomoros (geomori). El historiador Plutarco señalaba que los geomoros y demiurgos, eran junto a los eupátridas, las tres clases en las que Teseo dividió a la población libre del Ática (adicionalmente la población estaba integrada también por los metecos, los esclavos y las mujeres). Los eupátridas eran los nobles, los demiurgos eran los artesanos, y los geomoros eran los campesinos. Estos dos últimos grupos, «en creciente oposición a la nobleza, formaron el demos». Textualmente entonces, «democracia» significaría, siempre según Plutarco, el «gobierno de los artesanos y campesinos», excluyendo del mismo expresamente a los esclavos y a los nobles.
Algunos pensadores consideran a la democracia ateniense como el primer ejemplo de un sistema democrático. Otros pensadores han criticado esta conclusión, argumentando por un lado que tanto en la organización tribal como en antiguas civilizaciones en todo el mundo existen ejemplos de sistemas políticos democráticos, y, por otro lado, que solo una pequeña minoría del 10% de la población tenía derecho a participar de la llamada democracia ateniense, quedando automáticamente excluidos la mayoría de trabajadores, campesinos, esclavos y las mujeres.
De todas formas, el significado del término ha cambiado varias veces con el tiempo, y la definición moderna ha evolucionado mucho, sobre todo desde finales del siglo XVIII, con la sucesiva introducción de sistemas democráticos en muchas naciones y sobre todo a partir del reconocimiento del sufragio universal y del voto femenino en el siglo XX. Hoy en día, las democracias existentes son bastante distintas al sistema de gobierno ateniense del que heredan su nombre.

## Historia

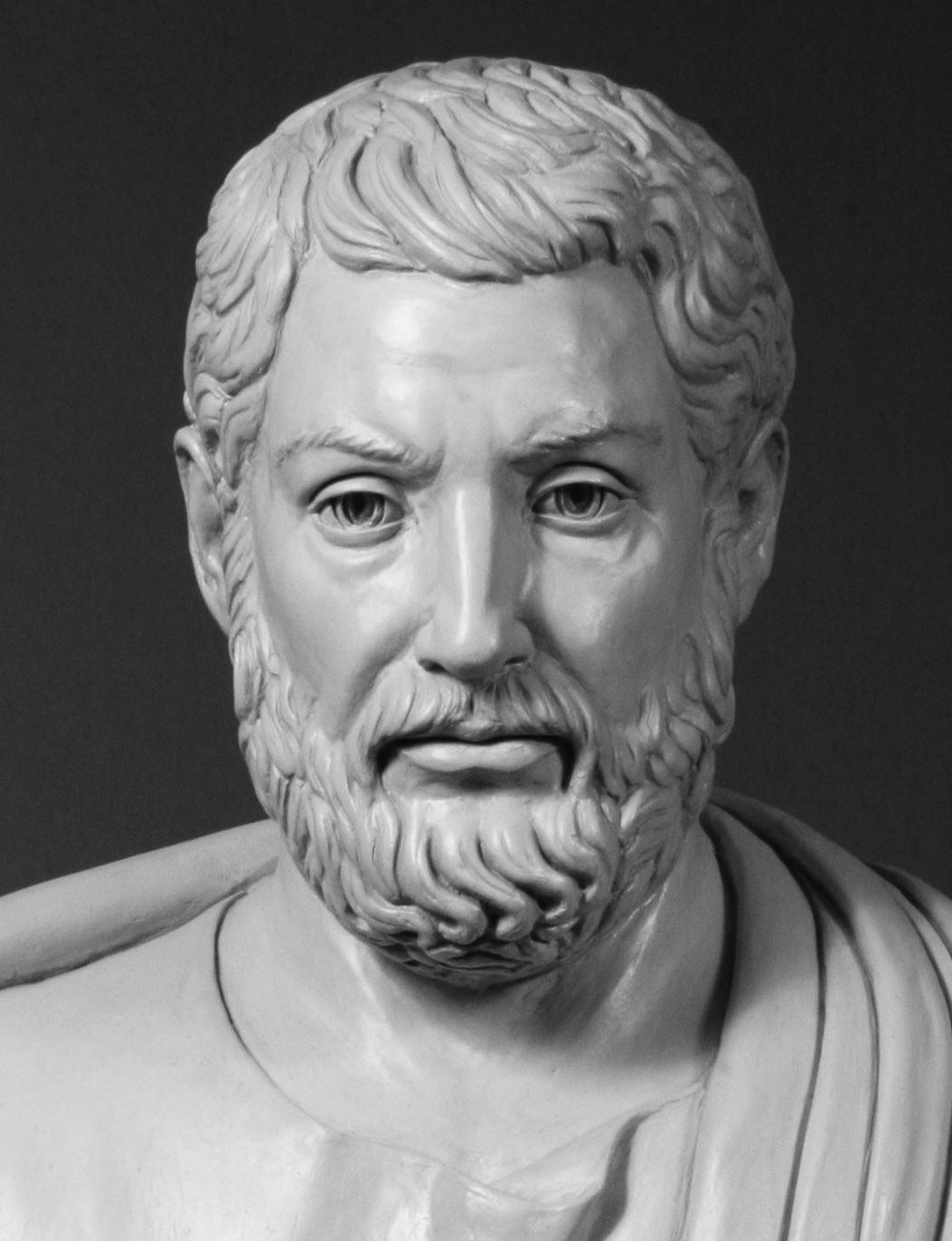
Clístenes, "padre de la democracia ateniense", busto moderno.

La democracia aparece por primera vez en muchas de las civilizaciones antiguas que organizaron sus instituciones sobre la base de los sistemas comunitarios e igualitarios tribales (democracia tribal).
Entre los casos mejor conocidos se encuentran la relativamente breve experiencia de algunas ciudades estado de la Antigua Grecia, en especial Atenas alrededor del año 500 a. C. Las pequeñas dimensiones y la escasa población de las polis (o ciudades griegas) explican la posibilidad de que apareciera una asamblea del pueblo, de la que solo podían formar parte los varones libres, excluyendo así al 75% de la población integrada por esclavos, mujeres y extranjeros. La asamblea fue el símbolo de la democracia ateniense. En la democracia griega no existía la representación, los cargos de gobierno eran ocupados alternativamente por todos los ciudadanos y la soberanía de la asamblea era absoluta. Todas estas restricciones y la reducida población de Atenas (unos 300.000 habitantes) permitieron minimizar las obvias dificultades logísticas de esta forma de gobierno.
En la América del siglo XVIII se formó la Liga Democrática y Constitucional de Haudenosaunee, integrada por las naciones Seneca, Cayuga, Oneida, Onondaga y Mohicanos, donde se consagraron los principios de limitación y división del poder, así como de igualdad democrática de hombres y mujeres. La democracia de Haudenosaunee ha sido considerada por varios pensadores como el antecedente más directo de la democracia moderna.
Durante la Edad Media europea se utilizó el término de «democracias urbanas» para designar a las ciudades comerciales, sobre todo en Italia y Flandes, pero en realidad eran gobernadas por un régimen aristocrático. También existieron algunas democracias llamadas campesinas, como la de Islandia, cuyo primer Parlamento se reunió en 930 y la de los cantones suizos en el siglo XIII. A fines del siglo XII se organizaron sobre principios democráticos las Cortes del Reino de León (1188), inicialmente llamado «ayuntamiento», debido a que reunía representantes de todos los estamentos sociales. En escritores como Guillermo de Ockham, Marsilio de Padua y Altusio aparecen concepciones sobre la soberanía del pueblo, que fueron consideradas como revolucionarias y que más tarde serían recogidas por autores como Hobbes, Locke y Rousseau. En Europa este República de las Dos Naciones con sistema político de la mancomunidad, llamado Democracia de los Nobles o Libertad dorada, se caracterizaba por la limitación del poder del monarca por las leyes y la cámara legislativa (Sejm) controlada por la Nobleza de Polonia (Szlachta). Este sistema fue el precursor de los conceptos modernos de democracia, Monarquía constitucional, y federación.
En Europa el protestantismo fomentó la reacción democrática al rechazar la autoridad del papa, aunque por otra parte, hizo más fuerte el poder temporal de los príncipes. Desde el lado católico, la Escuela de Salamanca atacó la idea del poder de los reyes por designio divino, defendiendo que el pueblo era el receptor de la soberanía. A su vez, el pueblo podía retener la soberanía para sí (siendo la democracia la forma natural de gobierno) o bien cederla voluntariamente para dejarse gobernar por una monarquía. En 1653 se publicó en Inglaterra el Instrument of Government, donde se consagró la idea de la limitación del poder político mediante el establecimiento de garantías frente al posible abuso del poder real. A partir de 1688 la democracia triunfante en Inglaterra se basó en el principio de libertad de discusión, ejercida sobre todo en el Parlamento.
En América la revolución de los comuneros de Paraguay de 1735 sostuvo el principio democrático elaborado por José de Antequera y Castro: la voluntad del común es superior a la del propio rey. Por su parte, en Brasil, los afroamericanos que lograban huir de la esclavitud a la que habían sido reducidos por los portugueses, se organizaron en repúblicas democráticas llamadas quilombos, como el Quilombo de los Palmares o el Quilombo de Macaco.
La Independencia de Estados Unidos en 1776 estableció un nuevo ideal para las instituciones políticas de base democráticas y se convirtió en la primera democracia moderna, expandido por la Revolución francesa de 1789 y la Guerra de Independencia Hispanoamericana (1809-1824), difundiendo las ideas liberales, los derechos humanos concretados en la Declaración de Derechos de Virginia y la Declaración de los Derechos del Hombre y del Ciudadano, el constitucionalismo y el derecho a la independencia, principios que constituyeron la base ideológica sobre la que se desarrolló toda la evolución política de los siglos XIX y XX. La suma de estas revoluciones se conoce como las Revoluciones burguesas.
Las constituciones de Estados Unidos de 1787 con las enmiendas de 1791, Venezuela de 1811, España de 1812, Francia de 1848, y Argentina de 1853 ya tienen algunas características democráticas, que registrarán complejos avances y retrocesos. La evolución democrática inglesa fue mucho más lenta y se manifestó en las sucesivas reformas electorales que tuvieron lugar a partir de 1832 y que culminaron en 1911 con la Parliament Act, que consagró la definitiva supremacía de la Cámara de los Comunes sobre la de los Lores.
En realidad recién puede hablarse de la aparición progresiva de países democráticos a partir del siglo XX, con la abolición de la esclavitud, la conquista del sufragio universal, el reconocimiento de la igualdad legal de las mujeres, el fin del colonialismo europeo, el reconocimiento de los derechos de los trabajadores y las garantías de no discriminación para las minorías raciales y étnicas.

## Tipos de democracia
Clásicamente la democracia ha sido dividida en dos grandes formas: directa y representativa.

### Democracia representativa
Es aquella donde los ciudadanos ejercen el poder político a través de sus representantes, elegidos mediante el voto, en elecciones libres y periódicas.

### Democracia semidirecta o participativa
En esta el pueblo se expresa directamente en circunstancias particulares, básicamente a través de cuatro mecanismos:
- Referéndum. El pueblo elige «por sí o por no» sobre una propuesta.
- Plebiscito. El pueblo concede o no concede la aprobación final de una norma (constitución, ley, tratado).
- Iniciativa popular. Por este mecanismo un grupo de ciudadanos puede proponer la sanción o anulación de una ley.
- Destitución popular, revocación de mandato o recall. Mediante este los ciudadanos pueden destituir a un representante electo.

### Democracia directa

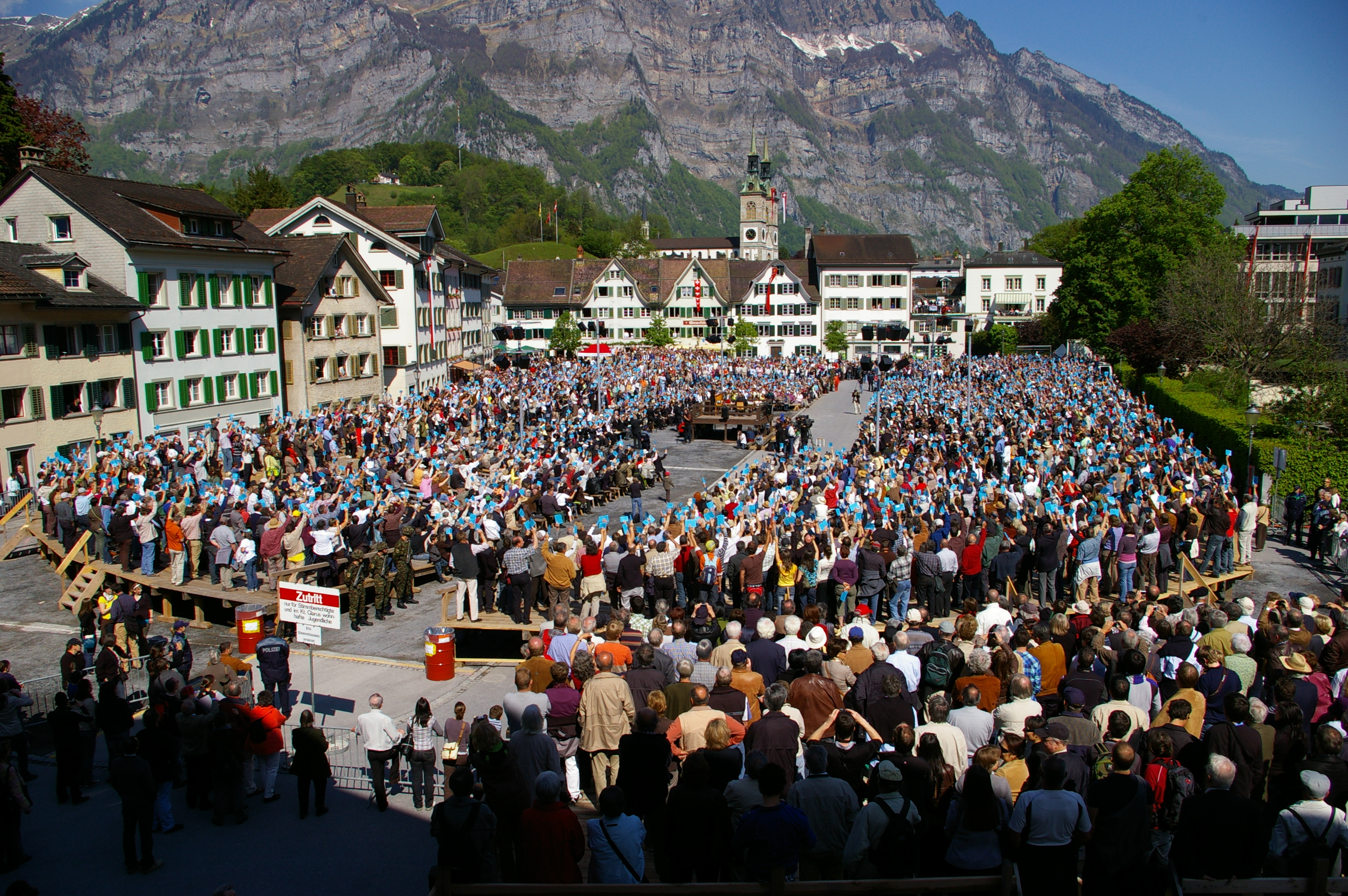
Un Landsgemeinde (en 2009) del cantón de Glarus, un ejemplo de democracia directa en Suiza.

Se trata de la forma más directa de democracia, similar a la practicada en la Atenas clásica, se practica en Suiza. Las decisiones las toma el pueblo soberano en asamblea. No existen representantes del pueblo, sino, en todo caso, delegados que se hacen portavoces del pueblo, que únicamente emiten el mandato asambleario. Se trata del tipo de democracia preferido no solo por los demócratas de la Antigua Grecia, sino también para muchos pensadores modernos como Rousseau.

#### Democracia líquida
La Democracia Líquida es una clase de democracia directa en la que cada ciudadano tiene la posibilidad de votar cada decisión del parlamento y realizar propuestas, pero puede ceder su voto a un representante para aquellas decisiones en las que prefiere no participar.

## Aplicación práctica

Desde la Segunda Guerra Mundial, la democracia ha ganado amplia aceptación. Este mapa muestra la auto-identificación oficial hecha por gobiernos del mundo en relación a la democracia, en enero de 2022. Muestra el estatus de iure de la democracia en el mundo.
Gobiernos que se identifican como democráticos
Gobiernos que no se identifican como democráticos: Arabia Saudita, Afganistán, Brunéi, Fiyi, Emiratos Árabes Unidos, Omán y Ciudad del Vaticano.

En la práctica, existen muchas variantes del concepto de democracia, algunas de ellas llevadas a la realidad y otras solo hipotéticas. En la actualidad los mecanismos de democracia más extendidos son los de la democracia representativa; de hecho, se trata del sistema de gobierno más utilizado en el mundo. Algunos países como Suiza o Estados Unidos cuentan con algunos mecanismos propios de la democracia directa. La democracia deliberativa es otro tipo de democracia que pone el énfasis en el proceso de deliberación o debate, y no tanto en las votaciones. El concepto de democracia participativa propone la creación de formas democráticas directas para atenuar el carácter puramente representativo (audiencias públicas, recursos administrativos, ombudsman). El concepto de democracia social propone el reconocimiento de las organizaciones de la sociedad civil como sujetos políticos (consejos económicos y sociales, diálogo social).
Estas diferenciaciones no se presentan en forma pura, sino que los sistemas democráticos suelen tener componentes de unas y otras formas de democracia.
Las democracias modernas tienden a establecer un complejo sistema de mecanismos de control de los cargos públicos. Una de las manifestaciones de estos controles horizontales es la figura del proceso de destitución o «juicio político», al que pueden ser sometidos tanto los presidentes como los jueces, por parte de los parlamentos, de acuerdo con ciertas constituciones, como la de Argentina, Brasil o Estados Unidos. Otras agencias más modernas orientadas al mismo fin son el defensor del pueblo u ombudsman, las sindicaturas de empresas públicas, los organismos de auditoría, las oficinas de ética pública, etc.
Finalmente, cabe señalar que existe una corriente crecientemente relevante en el mundo anglosajón que propugna combinaciones de las instituciones actuales con aplicaciones democráticas del sorteo. Entre los autores más relevantes de esta corriente puede citarse a John Burnheim, Ernest Callenbach, A. Barnett y Peter Carty, Barbara Goodwin o, en el ámbito francés, Yves Sintomer. Los autores consagrados que han dedicado más espacio a este tipo de propuestas son Robert A. Dahl y Benjamin Barber. En el mundo hispanohablante la recepción aún es muy reducida, si bien autores como Juan Ramón Capella han planteado la posibilidad de acudir al sorteo como herramienta democratizadora.

## Componentes de la democracia
En la democracia moderna juega un rol decisivo la llamada regla de la mayoría, es decir el derecho de la mayoría a que se adopte su posición cuando existen diversas propuestas. Ello ha llevado a que sea un lugar común de la cultura popular asimilar democracia con decisión mayoritaria. Las elecciones son el instrumento en el que se aplica la regla de mayoría; haciendo así de la democracia el ejercicio más eficiente, eficaz y transparente, donde se aplica la igualdad y la oportunidad de justicia, práctica originada en los siglos XVIII y XIX; cuando la mujer se hace partícipe del derecho al voto. Además, la democracia contemporánea, no se mantiene paralela al régimen absolutista y al monopolio del poder.
Sin embargo muchos sistemas democráticos no utilizan la regla de la mayoría o la restringen mediante sistemas de elección rotativos, al azar, derecho a veto (mayorías especiales), etc. De hecho, en determinadas circunstancias, la regla de la mayoría puede volverse antidemocrática cuando afecta derechos fundamentales de las minorías, de los individuos o vulnera los principios fundamentales de la vida del Estado, cuestiones que conoceremos como la esfera de lo indecidible.
Las democracias reales suelen ser complejos mecanismos articulados, con múltiples reglas de participación en los procesos de deliberación,
toma de decisiones, en los que el poder se divide constitucionalmente o estatutariamente, en múltiples funciones y ámbitos territoriales, y se establecen variedad de sistemas de control, contrapesos y limitaciones, que llevan a la conformación de distintos tipos de mayorías, a la preservación de ámbitos básicos para las minorías y a garantizar los derechos humanos de los individuos y grupos sociales. Existe también una diferencia fundamental entre el concepto de democracia y democratización. El concepto de democracia esta conectado a la capacidad de la clase política de responder a las necesidades de la población. En cambio, el concepto de democratización tiene que ver con la capacidad de una sociedad de adaptarse al proceso de homogeneización cultural, legal y política que tuvo lugar luego del fin de la Guerra Fría.
Por esto es que debemos analizar cuales son los principios esenciales de la democracia.

### Principios democráticos
La democracia debe entenderse como un sistema político entre las diferentes posibilidades que han existido para configurar los Estados a lo largo de la historia. Esto es, la democracia es una de las formas políticas en las que puede organizarse la convivencia social, pues así como una sociedad puede establecerse como una democracia, también puede hacerlo como una Aristocracia o en una Autocracia.
La democracia conlleva la posibilidad de que existan medios de participación por parte de la ciudadanía, de que existan diferencias entre los participantes de dicho proceso y de que se expresen opiniones contrapuestas. De este modo, se afirma que la democracia repudia la posibilidad de que una sola persona se abrogue el poder por propio y exclusivo arbitrio, abriéndose el escaño del poder a una pluralidad de personas así como a la crítica y oposición por parte de los propios miembros de la sociedad.
De lo expuesto, podemos inferir ciertos principios sin los cuales no es posible afirmar que existe una democracia, veamos.

#### La igualdad en la democracia
La democracia reconoce la posibilidad de que cualquier persona pueda participar en el ejercicio del poder político dentro de un determinado Estado. Por esto, es necesario reconocer la existencia de igualdad entre los ciudadanos, ya que, sin ella, no existirían los medios necesarios para que la participación y la oposición se desarrollen libremente. A la luz de esto, se abre la puerta a dos paradigmas que condicionan el desarrollo de la democracia por lo que respecta a la igualdad:
- El de la redistribución, por lo que respecta a la igualdad de derechos que todo individuo tiene uno frente al otro y ante el Estado para participar en los procesos democráticos.
- El del reconocimiento, por lo que respecta al hecho de que no todos los participantes del proceso democrático nos encontramos en circunstancias fácticas igualitarias, por ello nuestras opiniones serán diferenciadas entre sí.

De esto obtenemos los ideales de igualdad y de libertad, puesto que, por un lado, tenemos la posibilidad de que una sociedad sea plural y con diversas necesidades e ideales sobre lo que es lo justo y, por otro lado, se tiene que los miembros de la sociedad –aun cuando no tuvieren entre sí cuestiones en común– participen en la entidad política que ostenta el poder en igualdad de circunstancias.
Es ahí que se observa la esencia de la democracia:
- El que primero se reconozcan las divergencias entre la propia sociedad, lo cual es natural al desarrollarse una vida en libertad;
- Luego, que sea factible que las divergencias sociales sean expresadas libremente;
- Asimismo, la posibilidad de que, no solo esas divergencias sean expresadas, sino que también se creen los mecanismos para que dichas diferencias lleguen al ente político que ostenta el poder y desde ahí crear condiciones propias para la vida social, y
- Todo lo anterior en igualdad de circunstancias y sin dejar a individuo alguno fuera de esos medios de acceso a la entidad política que organiza la vida en sociedad.

Es evidente que, partiendo del supuesto de que todos los individuos que participamos en la toma de decisiones políticas somos iguales –por lo que respecta a nuestro Derecho a participar–, nace el concepto de la democracia. Esto es, de la afirmación de que cualquier ciudadano tiene posibilidad de participar en la entidad política que ostentará el poder, obtenemos que el principal rasgo de la democracia, mismo que consiste en que la voluntad política proviene de quienes se encuentran gobernados por el mismo.
Es esta la trascendencia del principio de igualdad, porque, sin ella, no será posible generar que los individuos se sientan con la responsabilidad de participar en la toma de decisiones dentro del ente político que ostenta el poder. De algún modo, sin la sensación de igualdad, los individuos no se sentirán miembros de una misma colectividad, por lo que su sensación de responsabilidad se disminuirá, afectándose la esencia del Estado democrático.

#### La limitación del poder
Debe garantizar dicha posibilidad de acceso; es decir, los individuos debemos gozar de una serie de condiciones que propicien nuestra participación en la entidad política que ostenta el poder, mismas que solo pueden desarrollarse cuando existen los precursores democráticos ya mencionados.
Se ha afirmado que la Democracia, para el efecto de garantizar las condiciones mínimas para la participación ciudadana, impone al poder público límites en su ejercicio, mismos que serán tendientes a salvaguardar los intereses y derechos de los individuos, y, además, determina las funciones del propio poder y así lo divide; hecho ello, se crean instituciones como el Legislativo, Ejecutivo y Judicial, y se les asigna a cada rama una función específica del poder, así como competencias y supuestos para su ejercicio.
De algún modo, en un Estado democrático se busca el límite del poder como garantía para que los ciudadanos participen en la política nacional, límites que se pueden identificar como dos tipos:
- Del Estado frente al individuo, mismo que se garantiza mediante los derechos fundamentales que la Constitución establezca a favor del gobernado;
- De las propias instituciones del Estado entre ellas, el cual se garantiza mediante la división del poder y el establecimiento de competencias entre estas.
- De los individuos entre sí mismos, lo cual se logra mediante la inclusión y reglamentación de los denominados derechos sociales.

De acuerdo con esto, la Constitución de un Estado democrático contará con límites del poder tanto público como privado frente a los individuos y ante las propias instituciones que conforman al Estado; de ese modo se evita, por un lado, que se prive a los individuos de las condiciones necesarias para que desarrollen su vida y estén en condiciones para participar en la entidad política nacional, mientras que, por otro lado, se impide que el poder se encuentre concentrado en una sola persona o institución como sucede en los Estados autocráticos.
Al limitarse el poder, se garantiza que no existirán abusos en el ejercicio del mismo. De acuerdo con esto, los individuos podrán gozar de condiciones propias para el libre ejercicio de sus derechos individuales. Además, también se impide que el poder político se concentre en una sola institución o persona, lo cual resultaría pernicioso al no tener esta sola persona una visión global de las necesidades sociales y, por otro lado, podría ejercer sin limitación alguna su poder, inclusive sobre cualquier derecho individual.

#### La esfera de lo indecidible
La Constitución de un Estado democrático reconoce la posibilidad de que la totalidad de los miembros de la sociedad participen en la decisión de cómo habrá de configurarse el nuevo ente político. Esto deriva por la injerencia de los factores reales del poder en la toma de decisiones en el origen de la vida del Estado. De algún modo, las decisiones tomadas por los factores reales del poder al haber decidido el rumbo que el Estado emprendería son los principios que regirán su desarrollo sociopolítico.
A estas se le denominan las decisiones políticas fundamentales, pues la totalidad de los poderes fácticos que rigen en un determinado lugar y momento erigirán los principios superiores que caracterizarán al sistema político-jurídico de su comunidad. Por ejemplo, en un determinado Estado democrático podrá decidirse que el desarrollo económico se centre en la creación de empresas productivas del Estado, mientras que en otro Estado podría optarse por un desarrollo liberal de tales cuestiones. Tales ideales serán conocidos como las decisiones políticas fundamentales y, como veremos, formarán parte de la esfera de lo indecidible.
Como se ha visto en otros apartados, una democracia se fundamenta en diversos principios, tales como el de la división del poder, la igualdad o el respeto a los derechos fundamentales. Así, estos mismos principios democráticos no pueden ser desconocidos por persona o institución alguna, incluyéndose a las mayorías.
Así es, hay ciertos principios del Estado Democrático que no pueden ser reducidos por la actuación de las propias instituciones que se han constituido a la luz de la Democracia y, además, tampoco pueden ser olvidados por las mayorías democráticas aun cuando estas lo hubieren determinado así mediante los procesos y mecanismos que se hubieren establecido en la Constitución. De acuerdo con este postulado es que se constituye una "esfera de lo indecidible", mismas que contienen decisiones políticas y jurídicas fundamentales que no pueden ser objeto de limitación alguna por parte de una mayoría.
A razón de esto, es que es factible hacer una diferenciación entre la democracia formal y la material. Por un lado, se puede considerar que una decisión democrática tomada por una mayoría es formalmente válida si la misma es tomada conforme al procedimiento que un Estado democrático estableció en su Constitución; pero, por otro lado, ello no es suficiente para considerar que dicha decisión también es materialmente válida, pues esto depende de que su contenido sea acorde con los principios fundamentales adoptados en la Constitución por la totalidad de los miembros de la sociedad.
Los actos de las mayorías, aun cuando hubieren sido creados conforme a la normatividad formal de la Democracia, pueden ser inválidos por transgredir aquello que hemos llamado la esfera de los indecidible: la Democracia sustancial también conocida como material. Las normas y actos de autoridad no deben ajustarse únicamente a los procedimientos democráticos, sino que también deben contener criterios mínimos a la luz de conceptos esenciales del Estado.
Este principio constitucional busca impedir el problema democrático conocido como "tiranía de las mayorías" y que más adelante es desarrollado.

#### El control del poder
Por último, se reconoce que un Estado democrático no puede subsistir si no existen herramientas que garanticen la regularidad de los actos de autoridad con la esencia del Estado.
De acuerdo con esto, el control de la constitucionalidad de los actos se torna en un eje de la eficacia constitucional, reforzando el carácter de obligatorio de la propia Constitución y las decisiones políticas fundamentales que fueron tomadas ahí y dotando de equilibrio a los derechos fundamentales y las estructuras institucionales determinadas por el acuerdo constitucional. Entonces, los medios de control de la constitucionalidad se identifican como los recursos jurídicos diseñados para verificar la correspondencia entre los actos emitidos por quienes detentan el poder y la Constitución, anulándolas cuando aquellas quebranten los principios constitucionales, de esta forma también se desprende la naturaleza correctiva de los medios de control, por lo que destruyen actos ya emitidos.
Es con motivo de esta característica por virtud de la cual podemos afirmar que los derechos y principios contenidos en la Constitución -el cual resulta ser el pacto político por excelencia de una democracia- adquieren la naturaleza de norma jurídica, específicamente de una regla, que puede ser oponible frente a todos aquellos actos que la reten, adquiriendo firmeza inquebrantable al invalidar todos aquellos actos que transgredan su esencia.
Ante esto, se hacen exigibles los principios fundamentales adoptados en un Estado democrático.

## Clases de democracias
No es factible considerar que todas las democracias son iguales. La creación de un Estado democrático deriva de la decisión del pueblo, por lo que la forma en que esta se regulará dependerá de los intereses de quienes resulten ser los factores reales del poder del momento y lugar en el que se ha decidido por el régimen democrático. En razón de ello, hemos visto a lo largo de la historia política moderna la creación de diversas clases de modelos democráticos como los que a continuación se enuncian.

### La democracia liberal
En muchos casos la palabra «democracia» se utiliza como sinónimo de democracia liberal. Suele entenderse por democracia liberal un tipo genérico de Estado surgido de la Independencia de Estados Unidos de 1776 y luego más o menos generalizado en las repúblicas y monarquías constitucionales que emergieron de los procesos de emancipación o revolucionarios contra las grandes monarquías absolutas y establecieron sistemas de gobierno en los que la población puede votar y ser votada, al mismo tiempo que el derecho de propiedad es preservado.
Así, aunque estrictamente el término «democracia» solo se refiere a un sistema de gobierno en que el pueblo ostenta la soberanía, el concepto de «democracia liberal» supone un sistema con las siguientes características:[cita requerida]
- Una constitución que limita los diversos poderes y controla el funcionamiento formal del gobierno, y constituye de esta manera un Estado de derecho.
- División de poderes.
- El derecho a votar y ser votado en las elecciones para una amplia mayoría de la población (sufragio universal).
- Protección del derecho de propiedad y existencia de importantes grupos privados de poder en la actividad económica. Se ha sostenido[¿quién?] que esta es la característica esencial de la democracia liberal.[15]
- Existencia de varios partidos políticos (no es de partido único).
- Libertad de expresión.
- Libertad de prensa, así como acceso a fuentes de información alternativa a las propias del gobierno que garanticen el derecho a la información de los ciudadanos.
- Libertad de asociación.
- Vigencia de los derechos humanos, que incluya un marco institucional de protección a las minorías.

A partir de lo anterior algunos estudiosos[¿quién?] han sugerido la siguiente definición de democracia liberal: la regla de la mayoría con derechos para las minorías.[cita requerida]
Al respecto, este tipo de democracia tiene algunas particularidades que la distinguen de otras formas de democracia, entre ellas la libre confrontación de ideas. En palabras de Pío Moa:
() El liberalismo permite exponer todas las ideas, pero la confrontación entre ellas ha de facilitar precisamente, la superación de las falsas o destructivas y la reafirmación de las mejor fundadas, en un proceso sin fin. Por eso la confrontación es indispensable, y un buen modo de evitar choques físicos.()

### La socialdemocracia
La socialdemocracia es una versión de la democracia en la que se recurre a la regulación estatal y a la creación de programas y organizaciones patrocinados por el Estado, para atenuar o eliminar las desigualdades e injusticias sociales que, según consideran sus defensores, existirían en la economía libre y el capitalismo. La socialdemocracia se apoya básicamente en el sufragio universal, la noción de justicia social y un tipo de Estado denominado Estado de Bienestar.
La socialdemocracia surgió a finales del siglo XIX a partir del movimiento socialista, como una propuesta alternativa, pacífica y más moderada, a la forma revolucionaria de toma del poder y de imposición de una dictadura del proletariado, que sostenía una parte del movimiento socialista, dando origen a un debate alrededor de los términos de «reforma» y «revolución».
En general se ha presentado como ejemplo real de socialdemocracia al sistema de gobierno que predomina en los países escandinavos, el llamado modelo nórdico de bienestar.

### La democracia como sistema de relaciones horizontales
El término «democracia» también se utiliza ampliamente no solo para designar una forma de organización política, sino una forma de convivencia y organización social, con relaciones más igualitarias entre sus miembros. En este sentido es habitual el uso del término «democratización», como por ejemplo la democratización de las relaciones familiares, de las relaciones laborales, de la empresa, de la universidad, de la escuela, de la cultura, etc., tales ejercicios están orientados básicamente al ámbito de la participación ciudadana, cuyos principales mecanismos utilizados para tales efectos son elecciones a través de voto popular, asambleas, propuestas de proyectos y todos aquellos en que se canaliza la voluntad de cambios o aprobaciones con participación directa de los distintos grupos sociales.[cita requerida]

### Democracia en las monarquías constitucionales
Dos casos especiales para la idea de democracia son las monarquías constitucionales y las democracias populares que caracterizan al socialismo real.
La monarquía constitucional es una forma de gobierno que caracteriza a varios países de Europa (Gran Bretaña, España, Países Bajos, etc.), América (Canadá, Jamaica, etc.), y Asia (Japón, Malasia, etc.).
Las monarquías constitucionales varían bastante de país a país. En el Reino Unido las normas constitucionales actuales le conceden ciertos poderes formales al rey y los nobles (designación del primer ministro, designación de gobernantes en las dependencias de la Corona, veto suspensivo, tribunal de última instancia, etc.), además de los poderes informales derivados de sus posiciones.
Existe una tendencia general a la reducción progresiva del poder de los reyes y nobles en las monarquías constitucionales que se ha ido acentuando desde el siglo XX. Si bien, por tratarse de monarquías, en estos países existe una notable desigualdad ante la ley y de hecho de los reyes y demás nobles frente al resto de la población, la severa restricción de sus facultades de gobierno y judiciales ha llevado a que su participación en la mayoría de los actos de gobierno sea excepcional y sumamente controlada por otros poderes del Estado. Ello ha dado origen al expresivo dicho popular de que los reyes «reinan pero no gobiernan» para referirse a la débil influencia legal que los reyes y eventualmente los nobles tienen en los actos de gobierno cotidianos.
En el Reino de España el Rey promulga las leyes, convoca y disuelve las Cortes Generales, convoca referéndum, propone y cesa al presidente, ejerce el derecho de gracia (indulto y conmutación de penas), declara la guerra, hace la paz, etc. En el ejercicio de todas sus funciones, el Rey actúa como mediador, árbitro o moderador, pero sin asumir la responsabilidad de sus actos que han de ser refrendados por el poder ejecutivo o legislativo, lo que lo convierte en una figura representativa del estado pero sin poder político. El rey también goza de inviolabilidad y al igual que otros muchos jefes de Estado republicanos, no puede ser juzgado por crimen alguno.
Los opositores a las monarquías constitucionales sostienen que no son democráticas, y que un sistema de gobierno en la que los ciudadanos no son todos iguales ante la ley, a la vez que no se puede elegir al jefe de Estado y otros funcionarios estatales, no puede denominarse democracia, si bien en España la monarquía no es constitucional sino parlamentaria.
Los defensores, en cambio, defienden que no tiene que ser democrático; se carga de ideologías. Es mejor que el jefe de Estado sea una persona imparcial, que alguien cargado de ideologías; y que, como su cargo es vitalicio, no va a cometer actos con fines electoralistas.

### Democracia popular
Modelo de representatividad basado en la experiencia de la Comuna de París y en la superación en el grado de representatividad de la Democracia liberal. Esta Democracia directa parte desde los puestos de trabajo cotidiano, donde se eligen representantes en cada fábrica, taller, granja u oficina, con mandato revocable en cualquier momento. Estos delegados se constituyen en una Asamblea local (soviets) y luego mandaban su representante a la Asamblea Nacional de Delegados del Pueblo.
Por eso se dice que es Democracia obrera o dictadura del proletariado, ya que se aplica el poder político contra el poder económico instituido.
Este nuevo Estado debe ser instaurado por la insurrección de las masas, guiadas por un partido único o frente pluripartidista si fuese posible, con una línea partidaria que apunte a barrer con las instituciones del Estado burgués y la legalidad que asegura el poder económico de la minoría. La élite revolucionaria consciente tiene el objetivo de instruir a la sociedad en las formas de auto gobernarse, insta a elegir sus delegados en los puestos de trabajo, comités de fábricas, granjas y talleres, mediante el cual se aprenderá a administrar la economía, transformándose en una ciudadanía cotidiana y un poder permanente.[cita requerida]
Se discute sobre la viabilidad de la eliminación de las condiciones de la existencia burguesa, supuesto para el paso de la sociedad enajenada a la comunista. Esto significa que a medida que se avance en la socialización del poder político y del poder económico se producirá la «extinción del Estado» pasando a ser solo una estructura administrativa bajo control de todos los ciudadanos. Este «no Estado» es el considerado como la etapa final del socialismo: el comunismo.

### Democracia en el socialismo real
Los países con sistemas políticos inspirados en el comunismo marxista conocidos como «socialismo real» como Cuba poseen sistemas de gobierno que suelen utilizar la denominación de «democracias populares». Las llamadas «democracias populares» se caracterizan por estar organizadas sobre la base de un sistema de partido político único o hegemónico, íntimamente vinculado al Estado, en el que según sus promotores puede participar toda la población y dentro del cual debe organizarse la representación de las diferentes posiciones políticas, o al menos de la mayor parte de las mismas permitidas por el Estado. Por otra parte en las llamadas «democracias populares» actuales la libertad de expresión y de prensa están restringidas y controladas por el Estado.
Según sus defensores, la «democracia popular» es el único tipo de democracia en la cual se puede garantizar la igualdad económica, social y cultural de los ciudadanos, ya que los poderes económicos privados no puede influir en el sistema de representación.
Algunos marxistas opinan también que las actuales «democracias populares» no son verdaderas democracias socialistas y que constituyen una deformación de los principios originales del marxismo. En el caso concreto de China, sostienen que ha desarrollado una economía orientada al capitalismo, pero se vale de su título de “República Democrática Popular” para poder contar con mano de obra barata, mediante la explotación de los trabajadores chinos, hasta niveles de vida calificados como infrahumanos, tal como pasa en muchas democracias capitalistas.

### Democracia y derechos humanos
Por derechos humanos y de los ciudadanos se entiende el conjunto de derechos civiles, políticos y sociales que están en la base de la democracia moderna. Estos alcanzan su plena afirmación en el siglo XX.
- Derechos civiles: libertad individual, de expresión, de ideología y religión, derecho a la propiedad, de cerrar contratos y a la justicia. Afirmados en el siglo XVIII.
- Derechos políticos: derecho a la participación en el proceso político como miembro de un cuerpo al que se le otorga autoridad política. Afirmados en el siglo XIX.
- Derechos sociales: libertad sindical y derecho a un bienestar económico mínimo y a una vida digna, según los estándares prevalentes en la sociedad en cada momento histórico. Afirmados en el siglo XX.

También se ha distinguido entre derechos humanos de primera (políticos y civiles), segunda (sociolaborales), tercera (socioambientales) y cuarta generación (participativos).

### Democracia, mecanismos de control yaccountabilityhorizontal
Guillermo O'Donnell ha puesto de manifiesto la importancia de los mecanismos de control o accountability horizontal, en las democracias modernas, a las que él prefiere denominar «poliarquías». El control horizontal, se diferencia del control vertical democrático que se realiza por medio de las elecciones periódicas, visualizado como una conformación del Estado, integrado por diversas agencias con poder para actuar contra las acciones u omisiones ilícitas realizadas por otros agentes del Estado.
Las democracias modernas tienden a establecer un complejo sistema de mecanismos de control de los cargos públicos. Una de las manifestaciones de estos contrales horizontales es la figura del proceso de destitución o «juicio político», al que pueden ser sometidos tanto los presidentes como los jueces, por parte de los parlamentos, de acuerdo con ciertas constituciones, como la de Argentina, Brasil o Estados Unidos. Otras agencias más modernas orientadas al mismo fin son el defensor del pueblo u ombudsman, las sindicaturas de empresas públicas, los organismos de auditoría, las oficinas de ética pública, etc.

## Temas relacionados con la democracia

### Transición y cultura democrática
En aquellos países que no tienen una fuerte tradición democrática, la introducción de elecciones libres por sí sola raramente ha sido suficiente para llevar a cabo con éxito una transición desde una dictadura a una democracia. Es necesario también que se produzca un cambio profundo en la cultura política, así como la formación gradual de las instituciones del gobierno democrático. Hay varios ejemplos de países que solo han sido capaces de mantener la democracia de forma muy limitada hasta que han tenido lugar cambios culturales profundos, en el sentido del respeto a la regla de la mayoría, indispensable para la supervivencia de una democracia.
Uno de los aspectos clave de la cultura democrática es el concepto de «oposición leal». Este es un cambio cultural especialmente difícil de conseguir en naciones en las que históricamente los cambios en el poder se han sucedido de forma violenta. El término se refiere a que los principales actores participantes en una democracia comparten un compromiso común con sus valores básicos, y que no recurrirán a la fuerza o a mecanismos de desestabilización económica o social, para obtener o recuperar el poder.
Esto no quiere decir que no existan disputas políticas, pero siempre respetando y reconociendo la legitimidad de todos los grupos políticos. Una sociedad democrática debe promover la tolerancia y el debate público civilizado. Durante las distintas elecciones o referéndum, los grupos que no han conseguido sus objetivos aceptan los resultados, porque se ajusten o no a sus deseos, expresan las preferencias de la ciudadanía.
Especialmente cuando los resultados de unas elecciones conllevan un cambio de gobierno, la transferencia de poder debe realizarse de la mejor forma posible, anteponiendo los intereses generales de la democracia a los propios del grupo perdedor. Esta lealtad se refiere al proceso democrático de cambio de gobierno, y no necesariamente a las políticas que ponga en práctica el nuevo gobierno.
El proceso de expansión mundial de las instituciones representativas entre mediados de los años setenta y el final del Siglo XX, conocido como Tercera Ola de Democratización según la denominación de Samuel Huntington (1991), produjo un número considerable de regímenes híbridos y democracias duraderas pero de calidad menos que óptima. Este saldo no se ajustaba a las expectativas iniciales de muchos politólogos y puso en cuestión algunos de los supuestos de la transitología, el paradigma teórico que había predominado en los análisis de la ola democrática. Uno de estos supuestos era que la viabilidad de la democracia no dependía de la existencia de pautas culturales específicas arraigadas en la sociedad, sino principalmente de la racionalidad de los actores políticos.
El problema de la calidad de las nuevas democracias generó un renovado interés por la cultura política, un enfoque que había surgido a principios de los años sesenta con los estudios pioneros de Gabriel Almond, Sidney Verba, Harry Eckstein y otros. La difusión de encuestas transnacionales, como la World Values Survey, la European Social Survey y los Barómetros regionales, igual que los estudios de caso, han impulsado el progreso de esta corriente. La investigación empírica desarrollada a partir de la década de los ochenta, en la que sobresalen los trabajos de Ronald Inglehart, Robert D. Putnam y Christian Welzel, sugiere que un sistema definido de valores, creencias y hábitos parece ser esencial para la estabilidad, profundidad y efectividad de la democracia.
Este conjunto convergente de teorías, hipótesis y modelos subraya la influencia que ejercen en la calidad de las nuevas democracias rasgos culturales como los “valores de emancipación” o “autoexpresión”, el “capital social” o “comunidad cívica”, el apoyo de la población al sistema democrático y la confianza en las instituciones. Entre los elementos específicos de la cultura, tendrían un papel crítico el respeto por los otros, las aspiraciones de libertad, la igualdad de género, la confianza interpersonal, la participación política autónoma y la inserción en organizaciones voluntarias con objetivos que beneficien al conjunto de la sociedad.

### Democracia y república
Las diferencias y similitudes entre los conceptos de «democracia» y «república» dan lugar a varias confusiones habituales y diferencias de criterio entre los especialistas.
En general puede decirse que la república es un tipo de gobierno en el que se permite la participación de personas distintas en el ejercicio del poder político, lo cual evita que una misma persona ocupe un escaño en el poder. Por su lado, la democracia es un sistema en el que el poder político emana del pueblo y conlleva diversos principios tales como la división del poder, el control del poder y el trato igualitario entre los miembros de la sociedad.
Una república puede no ser democrática, cuando se encuentran excluidos amplios grupos de la población, como sucede con los sistemas electorales no basados en el sufragio universal, o en donde existen sistemas racistas en los que, si bien permiten la transición del poder político a distintas personas, desconocen principios como la igualdad, la participación y la posibilidad de manifestar la oposición por parte de cualquier persona de la sociedad.

### Democracia y autocracia
- Democracia: Participación del pueblo en la creación de las leyes. El poder se constituye de abajo hacia arriba, es decir desde el pueblo.
- Autocracia: Los ciudadanos no participan libremente en la creación de leyes. El poder se constituye de arriba hacia abajo, es decir desde el gobernador o el grupo que gobierna.

### Democracia y pobreza
Parece existir una relación entre democracia y pobreza, en el sentido de que aquellos países con mayores niveles de democracia poseen también un mayor PIB per cápita, un mayor índice de desarrollo humano y un menor índice de pobreza.
Sin embargo, existen discrepancias sobre hasta qué punto es la democracia la responsable de estos logros. Sin embargo, Burkhart y Lewis-Beck (1994) utilizando series temporales y una metodología rigurosa han descubierto que:
1. El desarrollo económico conduce a la aparición de democracias.
2. La democracia por sí misma no ayuda al desarrollo económico.

La investigación posterior reveló cual es el proceso material por el que un mayor nivel de renta conduce a la democratización. Al parecer un mayor nivel de renta favorece la aparición de cambios estructurales en el modo de producción que a su vez favorecen la aparición de la democracia:
1. Un mayor nivel de renta favorece mayores niveles educativos, lo cual crea un público más articulado, mejor informado y mejor preparado para la organización.
2. Un mayor nivel de desarrollo favorece un mayor grado de especialización ocupacional, esto produce primero el favorecimiento del sector secundario frente al primario y del terciario respecto al secundario.

La afirmación de que el desarrollo económico conduce a la aparición de democracias ha merecido también algunas críticas, que sostienen que se trataría de una relación espuria. Más que conducir directamente a la democracia, el desarrollo económico habría producido transformaciones en la estructura de clases de la sociedad capitalista, que posibilitaron una progresiva estabilización democrática en el mundo en los últimos 150 años, pero el desarrollo económico no condujo a la democracia en otros períodos previos de la historia. Asimismo, incluso en el siglo XX, algunas regiones como América Latina experimentaron retrocesos de la democracia en medio de procesos de modernización y expansión económica.
Un importante economista, Amartya Sen, ha señalado que ninguna democracia ha sufrido nunca una gran hambruna, incluidas democracias que no han sido muy prósperas históricamente, como India, que tuvo su última gran hambruna en 1943 (y que algunos relacionan con los efectos de la Primera Guerra Mundial), y que sin embargo tuvo muchas otras en el siglo XIX, todas bajo la dominación británica.[cita requerida]

### Democracia económica
El término democracia económica se utiliza en economía y sociología para designar a aquellas organizaciones o estructuras productivas cuya estructura decisional se basa en el voto unitario (una persona = un voto, o regla democrática), contrariamente a lo que se produce empresas privadas típicas de carácter capitalista, donde impera el voto plural ponderado por la participación en el capital (una acción = un voto).
El ejemplo típico de empresa democrática es la cooperativa, uno de cuyos principios cooperativos es precisamente el principio democrático de decisión. El ejemplo de democratización de la economía aplicado a mayor escala fueron los consejos de trabajadores y consumidores instituidos en la Unión Soviética.

## Argumentos a favor y en contra de la democracia

### Funciones fundamentales de un Estado

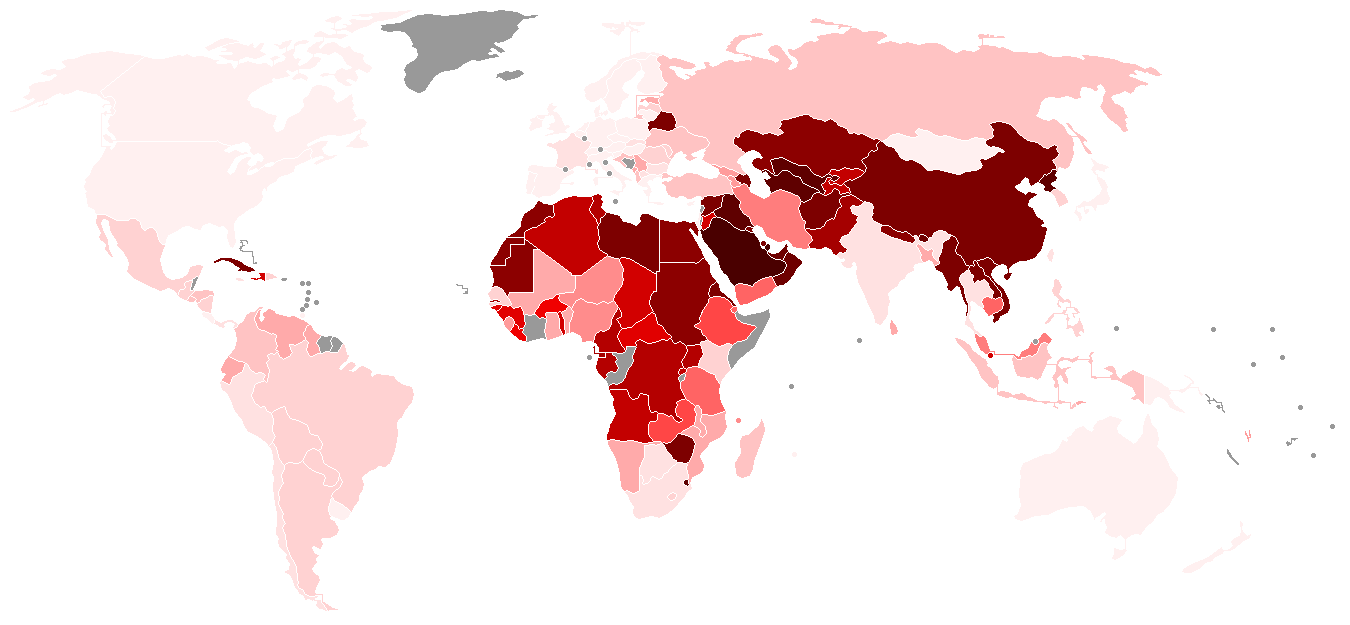
Este es un intento de medición de la democracia llamada Polity IV data series. Este mapa muestra los datos presentados en el informe de Polity IV data series en 2003. Los países más claros tienen una puntuación perfecta de 10, mientras que los países más oscuros (Arabia Saudita y Catar) son considerados los países menos democráticos, de puntuación -10.

Para BID, la democracia es un requisito esencial para que el Estado pueda:
- Estabilizar la economía con altos niveles de crecimiento económico y empleo, y haber una inflación moderada.
- Mitigar los equilibrios verticales y horizontales.
- Ser eficientes en la asignación de recursos y suministro de servicios.
- Controlar las acciones depredadoras de los sectores públicos y privados mediante la preservación del orden público, el control abusos y arbitrariedades, y la prevención de la corrupción. Estas funciones son vitales para fomentar un crecimiento sostenible y reducir la pobreza.

### Desvirtuaciones
La democracia es una forma de gobierno en el que la toma de decisiones queda legitimada por una base racional. Una crítica común es la debilidad que muestra ante influencias desequilibradas en la toma de decisiones (conocidas como «democracias autoritarias», ya que autoridad es el poder legitimado) enmascaradas bajo esta legitimación, generando otras estructuras tales como:
- Plutocracia: en esta existe influencias desequilibradas en la toma de decisiones a favor de los que ostentan las fuentes de riqueza. Por ejemplo mediante una inadecuada financiación de campañas y partidos políticos.
- Partitocracia: por ejemplo a causa de un mal conducido sistema parlamentario, en vez de uno presidencial o semipresidencial o mediante la influencia de los partidos políticos en un representante elegido por la ciudadanía.
- Oclocracia: por ejemplo por la existencia de una ignorancia popular o de una poderosa acción demagógica. Para evitar esto algunos autores consideran que debe de tratarse dentro del concepto de separación de poderes un cuarto poder, los medios de comunicación.

### Ignorancia de la ciudadanía
Una de las críticas más comunes a la democracia es la que alega una ignorancia de la ciudadanía acerca de los aspectos políticos, económicos y sociales fundamentales en una sociedad, que la inhabilita para elegir entre las diversas propuestas. Este sistema fue denominado por Polibio como oclocracia. Esta ignorancia haría que las decisiones tomadas por distintos sectores fueran erróneas en la mayoría de los casos, al no estar basadas en conocimientos técnicos.
El filósofo Sócrates creía que la democracia sin masas educadas (educadas en el sentido más amplio de ser conocedores y responsables) solo conduciría al populismo como criterio para convertirse en un líder elegido y no en una competencia. Esto conduciría finalmente a la desaparición de la nación. Esto fue citado por Platón en el libro X de La República, en la conversación de Sócrates con Adimanto. Sócrates era de la opinión de que el derecho al voto no debe ser un derecho indiscriminado, sino que debe otorgarse solo a las personas que pensaban lo suficiente sobre su elección.
Este argumento suele ser citado también por políticos para discutir los resultados de referendos y elecciones legítimas y también en contextos en los que se plantean reformas en busca de una profundización hacia formas de democracia más participativas o directas que la democracia representativa. Por otro lado, hay documentos (religiosos, filosóficos, teóricos, académicos) que mencionan a la clase política y gobernante como responsable de la ignorancia de la ciudadanía para lograr objetivos personales o elitistas. Para evitar esa circunstancia existen leyes que obligan a dedicar parte del patrimonio gubernamental a proporcionar información a la población mediante los boletines oficiales sobre las nuevas leyes o mediante la publicación de las sentencias sobre decisiones judiciales o mediante campañas a la población antes de celebrarse un referéndum, todas ellas grandes conquistas judiciales nobles que buscan mantener la paz social y económica, dejando un claro marco legal que defiende a todos los ciudadanos de la tiranía.
En algunos países se sabe que la ignorancia se traduce en las elecciones en abstención, en los países en que todos sus ciudadanos están obligados a votar la ignorancia puede afectar seriamente (o no) el resultado de las elecciones.
Varias tendencias de izquierda suelen pregonar por el abstencionismo electoral, ya que ven al sufragio como una «mentira» para el pueblo.
Aunque a efectos de cuantificar el grado de ignorancia popular a través de la abstención, se considera que la abstención recoge tanto los votos de quienes se dicen desconocedores de temas políticos (apolíticos) como de aquellos a quienes no les satisface el sistema en sí o ninguno de los candidatos o partidos que se presentan, por lo que muchas veces es difícil discernir la abstención por ignorancia y la abstención de protesta.

### La tiranía de la mayoría
La regla de la mayoría en la que se basa la democracia puede producir un efecto negativo conocido como la tiranía de la mayoría, que no debe confundirse con la Oclocracia. Se refiere a la posibilidad de que en un sistema democrático una mayoría de personas pueden en teoría perjudicar o incluso oprimir a una minoría particular. Esto es negativo desde el punto de vista de la democracia, pues esta trata de que la ciudadanía como un todo tenga mayor poder.
He aquí algunos ejemplos reales en los cuales una mayoría actúa o actuó en el pasado de forma controvertida contra las preferencias de una minoría en relación con temas específicos:
- El tratamiento de la sociedad hacia los homosexuales se suele citar en este contexto. Un ejemplo es la criminalización de los homosexuales en Gran Bretaña durante el siglo XIX y parte del XX, siendo famosas las persecuciones a Oscar Wilde y Alan Turing.
- Algunos piensan que los consumidores de droga son una minoría oprimida por la mayoría en muchos países, mediante la criminalización del consumo de droga. En muchos países, los presos relacionados con la droga pierden su derecho a votar.
- La democracia ateniense condenó a Sócrates por impiedad, esto es, por disentir, aunque es objeto de controversia la pertinencia de este hecho de cara a las democracias modernas.
- En Francia, hay quienes consideran que las actuales prohibiciones sobre la muestra de símbolos religiosos personales en las escuelas públicas es una violación de los derechos de las personas religiosas.
- En los Estados Unidos:
  - La edad de alistamiento para la guerra de Vietnam fue criticada por ser una opresión hacia una minoría que no tenía derecho a votar, aquellos de 18 a 21 años. Como respuesta a esto, la edad de alistamiento se subió a 19 años y la edad mínima para votar se rebajó. Aunque ya podían votar, aquellas personas sujetas al alistamiento seguían siendo una minoría que podía considerarse oprimida.
  - La distribución de pornografía es ilegal si el material viola ciertos «estándares» de decencia.

Los defensores de la democracia exponen una serie de argumentos como defensa a todo esto. Uno de ellos es que la presencia de una constitución actúa de salvaguarda ante una posible tiranía de la mayoría. Generalmente, los cambios en estas constituciones requieren el acuerdo de una mayoría cualificada de representantes, o que el poder judicial avale dichos cambios, o incluso algunas veces un referéndum, o una combinación de estas medidas. También la separación de poderes en poder legislativo, poder ejecutivo y poder judicial hace más difícil que una mayoría poco unánime imponga su voluntad. Con todo esto, una mayoría todavía podría discriminar a una minoría, pero dicha minoría ya sería muy pequeña (aunque no por ello dicha discriminación deja de ser éticamente cuestionable).
Otro argumento es que una persona suele estar de acuerdo con la mayoría en algunos asuntos y en desacuerdo en otros. Y también las posturas de una persona pueden cambiar. Por tanto, los miembros de una mayoría pueden limitar la opresión hacia una minoría ya que ellos mismos en el futuro pueden ser parte de una minoría oprimida.
También hay quienes afirman que la democracia debe tratar asuntos objetivos, ya que esta clase de “opresión” es subjetiva pues está sujeta al sentir o pensar de unos cuantos y que por lo general no pasan de la trivialidad.
Un último argumento común es que, a pesar de los riesgos comentados, la regla de la mayoría es preferible a otros sistemas, y en cualquier caso la «tiranía de la mayoría» es una mejora sobre la "tiranía de una minoría". Los defensores de la democracia argumentan que la estadística empírica evidencia claramente que cuanto mayor es la democracia menor es el nivel de violencia interna. Esto ha sido formulado como «ley de Rummel», la cual sostiene que a menor nivel de democracia hay más probabilidades de que los gobernantes asesinen a sus propios ciudadanos

### Hitler y la democracia
Una crítica hacia la democracia, derivada a su vez de un equívoco histórico , es la afirmación de que la democracia impulsó el ascenso de Adolf Hitler al poder ser elegido democráticamente como presidente de la República de Weimar en 1933.
Los hechos históricos son que en 1932 Hitler perdió las elecciones presidenciales frente a Paul von Hindenburg, quien obtuvo un 53% frente al 36% de aquel. En las elecciones parlamentarias de julio del mismo año, el Partido Nazi de Hitler alcanza 230 escaños que lo volvieron el más numeroso. En ese momento el presidente Hindenburg le ofrece a Hitler la vicecancillería, pero este la rechaza; sin embargo los nazis concretan una alianza con las fuerzas de centro en el gobierno, a resultas de la cual, Hermann Goering, uno de los principales colaboradores de Hitler fue elegido presidente del parlamento (Reichstag).[cita requerida]
En noviembre de 1932 hubo nuevas elecciones parlamentarias en las que el Partido Nazi perdió dos millones de votos y el bloque se redujo a 196 escaños. La crisis electoral de la alianza de centro y derecha llevó a la renuncia del canciller Franz von Papen. Hindenburg piensa entonces en ofrecerle la cancillería a Hitler, pero ante la oposición del ejército nombra canciller al general Kurt von Schleicher. Este logra debilitar más aún a Hitler quien sufre una nueva derrota electoral en las elecciones regionales de Turingia. En esa situación las bancadas socialistas y comunistas quitan su apoyo a Schleicher, lo que lo obliga a renunciar en enero de 1933. Hindenburg nuevamente oscila entre von Papen y Hitler, decidiéndose por el primero. Pero no llega a asumir porque las SA (Sturmabteilung), la fuerza paramilitar del nazismo que dirigía Ernst Röhm, toman el control militar de Berlín. En esas condiciones Hindenburg nombró canciller a Hitler el 30 de enero de 1933. Hitler entonces disolvió el Parlamento y llamó elecciones para el 5 de marzo. En el ínterin, se produjo el incendio del Reichstag, lo cual aprovechó Hitler para anular las garantías constitucionales, impuso la pena de muerte para aplicar a aquellos que realizaran «alteraciones graves de la paz», y colocó a sus hombres en la conducción del ejército. En esas condiciones ya dictatoriales se realizaron las elecciones en las que obtuvo el 44% del Parlamento, número que tampoco le otorgó la mayoría. Para entonces la dictadura ya se había instalado definitivamente, y el Parlamento no volvió a tener influencia política.
Además, la constitución vigente en aquel contexto permitía el establecimiento de poderes dictatoriales y la suspensión de la mayoría de la propia constitución en caso de «emergencia», sin ningún tipo de votación, algo impensable en la mayoría de democracias modernas. De cualquier forma es importante señalar que las violaciones a los derechos humanos más grandes tuvieron lugar después de que Hitler aboliera por completo el sistema democrático.

### Crítica marxista a la "democracia burguesa"
Dentro de la concepción marxista bajo el materialismo histórico, el Estado es el órgano de la sociedad para el mantenimiento del orden social al servicio de la clase dominante. La democracia burguesa se ejerce como una dictadura de la burguesía sobre el proletariado. La sociedad capitalista está fundada en la explotación humana, al robo del trabajo humano a través del concepto de «plus valor», legitimado en la propiedad privada. Luego el Estado burgués no puede ser defensor de los intereses generales, ya que estos se oponen a los de la propiedad privada. Por el contrario, la dictadura del proletariado, es la dictadura de la clase más numerosa que no busca sostener su situación de dominio sino hacer desaparecer los antagonismos de clase. Solo en la sociedad comunista, cuando se haya roto cuando hayan desaparecido los capitalistas y no haya clases sociales, solo entonces "desaparecerá el Estado y podrá hablarse de libertad".

"Sólo entonces será posible y se hará realidad una democracia verdaderamente completa, una democracia que verdaderamente no implique ninguna restricción. Y sólo entonces la democracia comenzará a extinguirse, por la sencilla razón de que los hombres, liberados de la esclavitud capitalista, de los innumerables horrores, bestialidades, absurdos y vilezas de la explotación capitalista [...] Por tanto, en la sociedad capitalista tenemos una democracia amputada, mezquina, falsa, una democracia solamente para los ricos, para la minoría. La dictadura del proletariado, el período de transición hacia el comunismo, aportará por primera vez la democracia para el pueblo, para la mayoría, a la par con la necesaria represión de la minoría, de los explotadores. Sólo el comunismo puede aportar una democracia verdaderamente completa, y cuanto más completa sea, antes dejará de ser necesaria y se extinguirá por sí misma."
Vladimir Lenin (1917), El Estado y la revolución, Capitulo V, 2. La transición del capitalismo al comunismo

Asimismo, Marx pensaba que el sufragio universal tendría como «resultado inevitable […] la supremacía política de la clase obrera»; sin embargo, también opinaba que el gobierno representativo, al brindar a los funcionarios amplias facultades, podría debilitar el potencial emancipador del voto. De esta manera, él proponía —para sancionar inmediatamente a los representantes— que las elecciones fuesen más frecuentes y con mandatos revocables en cualquier momento. De igual modo, Marx apoyaba el «mandato imperativo» en el cual la población tiene influencia directa sobre el proceso legislativo. Además, criticó el poder ejecutivo excesivo.
Por su parte, Mao Zedong planteó que durante la revolución china una democrática que él denominaba Nueva Democracia, la cual precede a una segunda etapa socialista.